# Princes-Démons
Pour les créatures du jeu de rôle "Donjons et Dragons", voir Prince Démon (Donjons et Dragons).
Dans l'univers de fantasy créé par Jack Vance dans son Cycle de La Geste des Princes-Démons, les Princes-Démons sont les cinq plus grands criminels de l'univers.
Leur noms sont :
- Attel Malagate, dit le Monstre
- Kokor Hekkus, l'immortel, surnommé la machine à tuer
- Viole Falushe qui s'est arrogé une planète à la seule réalisation de ses expériences sur le plaisir
- Lens Larque, l'horrible Darsh qui veut imposer son visage démoniaque à tous
- Howard Alan Treesong aux personnalités multiples et aux ambitions sans limites

Chacun étant réputé pour ses caractéristiques qui atteignent les extrêmes de l'ambition, de la perversité, de l'imagination délirante et tortueuse. Ils sont à la tête de puissantes organisations criminelles, et disposent de formidables réserves d'argent, de tueurs à gages, d'armes et d'espions à leur service.
Parmi les milliers que compte la galaxie, ce sont les plus tristement connus, et universellement abjurés par tous les citoyens, sauf ceux qui sont à leur solde.
Peu après avoir défini leurs limites respectives et les zones sur lesquelles ils allaient chacun établir leur influence et exercer leur volonté, les cinq Princes-Démons organisèrent une grande expédition. Il s'agissait d'un raid sur la petite colonie de Mount Pleasant où ils capturèrent, tuèrent et réduisirent en esclavage plus de cinq mille personnes. Ce fut la seule fois où ils mirent leur puissance et leurs organisations en communs, et le massacre de Mount Pleasant est resté dans les mémoires.
Chacun de ces Princes-Démons est traqué à son tour par Kirth Gersen qui a juré de se venger de cette atrocité qui a ravagé sa famille. Il entreprend de retrouver ces personnes et de les tuer dans chacun des cinq livres du cycle.